# Contea di Oldham (Kentucky)
La contea di Oldham in inglese Oldham County è una contea dello Stato del Kentucky, negli Stati Uniti. La popolazione al censimento del 2020 era di 67 607 abitanti. Il capoluogo di contea è La Grange